# Леонтєво (Судиславський район)
Леонтєво (рос. Леонтьево) — присілок в Судиславському районі Костромської області Російської Федерації.
Населення становить 23 особи. Входить до складу муніципального утворення Расловське сільське поселення.

## Історія
У 1936-1944 року населений пункт перебував у складі Ярославської області. Від 1944 належить до Костромської області.
Від 2007 року входить до складу муніципального утворення Расловське сільське поселення.

## Населення
| 1872 | 1897 | 1907 | 2008 | 2010 | 2014 |
| ---- | ---- | ---- | ---- | ---- | ---- |
| 78   | ↗83  | ↘68  | ↘25  | ↘18  | ↗23  |